# لورين دراموند
لورين دراموند (بالإنجليزية: Lauren Drummond)‏ هي ممثلة بريطانية، ولدت في 23 ديسمبر 1987 في Cheadle, Greater Manchester ‏ في المملكة المتحدة.

## وصلات خارجية
- لورين دراموند على موقع IMDb (الإنجليزية)
- لورين دراموند على موقع قاعدة بيانات الفيلم (الإنجليزية)